# Circuit Gilles Villeneuve
Het Circuit Gilles Villeneuve is een stratencircuit nabij Montréal in Canada.
Het 4,5 km lange circuit Ile de Notre Dame (later hernoemd naar Circuit Gilles Villeneuve) werd aangelegd op een kunstmatig eiland in de Saint Lawrence. Het werd ontworpen door Roger Peart te midden van meren en de paviljoenparken van de Expo 67. Het loopt langs de roeibaan die gebruikt werd voor de Olympische Spelen van 1976. Een van de meest karakteristieke beelden is het paviljoen dat er voor iedereen uitziet als een enorme golfbal als achtergrond bij de wagens in de haarspeldbocht.
De eerste race had niet mooier kunnen verlopen: Gilles Villeneuve behaalde voor eigen publiek zijn eerste overwinning en het publiek was in extase.
Vroeger stond de Grand Prix gepland op het einde van het seizoen, maar de race werd meestal ontsierd door het gure weer in die periode, waardoor de race vanaf 1982 verhuisd is naar de maand juni. Gilles Villeneuve had het leven gelaten enkele weken voordien, en met hem was ook een deel van de glamour weg. Maar opnieuw was er een tragedie. Bij de start verongelukte de jonge Italiaan Riccardo Paletti.
In 1987 was er geen Grand Prix wegens een sponsorconflict tussen de brouwerijen Labatt's en Molson. Wegens een zakelijk geschil tussen Bernie Ecclestone en de promotor van de Grand Prix van Canada was er in 2009 geen Formule 1-race. I.v.m. De coronapandemie was er in 2020 en 2021 geen formule 1 race.
Gedenkwaardig was de eerste en enige overwinning van Jean Alesi in 1995, in de mede door de lokale legende Gilles Villeneuve beroemd gemaakte Ferrari met het nummer 27.
| Uitslagen Grand Prix Formule 1 van Canada (Montréal) | Uitslagen Grand Prix Formule 1 van Canada (Montréal) | Uitslagen Grand Prix Formule 1 van Canada (Montréal) | Uitslagen Grand Prix Formule 1 van Canada (Montréal) |
| Jaar                                                 | Coureur                                              | Auto                                                 |                                                      |
| ---------------------------------------------------- | ---------------------------------------------------- | ---------------------------------------------------- | ---------------------------------------------------- |
| 1978                                                 | Gilles Villeneuve                                    | Ferrari                                              |                                                      |
| 1979                                                 | Alan Jones                                           | Williams-Ford                                        |                                                      |
| 1980                                                 | Alan Jones                                           | Williams-Ford                                        |                                                      |
| 1981                                                 | Jacques Laffite                                      | Ligier-Matra                                         |                                                      |
| 1982                                                 | Nelson Piquet                                        | Brabham-BMW                                          |                                                      |
| 1983                                                 | René Arnoux                                          | Ferrari                                              |                                                      |
| 1984                                                 | Nelson Piquet                                        | Brabham-BMW                                          |                                                      |
| 1985                                                 | Michele Alboreto                                     | Ferrari                                              |                                                      |
| 1986                                                 | Nigel Mansell                                        | Williams-Honda                                       |                                                      |
| 1988                                                 | Ayrton Senna                                         | McLaren-Honda                                        |                                                      |
| 1989                                                 | Thierry Boutsen                                      | Williams-Renault                                     |                                                      |
| 1990                                                 | Ayrton Senna                                         | McLaren-Honda                                        |                                                      |
| 1991                                                 | Nelson Piquet                                        | Benetton-Ford                                        |                                                      |
| 1992                                                 | Gerhard Berger                                       | McLaren-Honda                                        |                                                      |
| 1993                                                 | Alain Prost                                          | Williams-Renault                                     |                                                      |
| 1994                                                 | Michael Schumacher                                   | Benetton-Ford                                        |                                                      |
| 1995                                                 | Jean Alesi                                           | Ferrari                                              |                                                      |
| 1996                                                 | Damon Hill                                           | Williams-Renault                                     |                                                      |
| 1997                                                 | Michael Schumacher                                   | Ferrari                                              |                                                      |
| 1998                                                 | Michael Schumacher                                   | Ferrari                                              |                                                      |
| 1999                                                 | Mika Häkkinen                                        | McLaren-Mercedes                                     |                                                      |
| 2000                                                 | Michael Schumacher                                   | Ferrari                                              |                                                      |
| 2001                                                 | Ralf Schumacher                                      | Williams-BMW                                         |                                                      |
| 2002                                                 | Michael Schumacher                                   | Ferrari                                              |                                                      |
| 2003                                                 | Michael Schumacher                                   | Ferrari                                              |                                                      |
| 2004                                                 | Michael Schumacher                                   | Ferrari                                              |                                                      |
| 2005                                                 | Kimi Räikkönen                                       | McLaren-Mercedes                                     |                                                      |
| 2006                                                 | Fernando Alonso                                      | Renault                                              |                                                      |
| 2007                                                 | Lewis Hamilton                                       | McLaren-Mercedes                                     |                                                      |
| 2008                                                 | Robert Kubica                                        | BMW-Sauber                                           |                                                      |
| 2010                                                 | Lewis Hamilton                                       | McLaren-Mercedes                                     |                                                      |
| 2011                                                 | Jenson Button                                        | McLaren-Mercedes                                     |                                                      |
| 2012                                                 | Lewis Hamilton                                       | McLaren-Mercedes                                     |                                                      |
| 2013                                                 | Sebastian Vettel                                     | Red Bull Racing                                      |                                                      |
| 2014                                                 | Daniel Ricciardo                                     | Red Bull Racing                                      |                                                      |
| 2015                                                 | Lewis Hamilton                                       | Mercedes                                             |                                                      |
| 2016                                                 | Lewis Hamilton                                       | Mercedes                                             |                                                      |
| 2017                                                 | Lewis Hamilton                                       | Mercedes                                             |                                                      |
| 2018                                                 | Sebastian Vettel                                     | Ferrari                                              |                                                      |
| 2019                                                 | Lewis Hamilton                                       | Mercedes                                             |                                                      |
| 2020                                                 | Grand Prix afgelast vanwege de coronapandemie.       | Grand Prix afgelast vanwege de coronapandemie.       |                                                      |
| 2021                                                 | Grand Prix afgelast vanwege de coronapandemie.       | Grand Prix afgelast vanwege de coronapandemie.       |                                                      |
| 2022                                                 | Max Verstappen                                       | Red Bull Racing                                      |                                                      |
| 2023                                                 | Max Verstappen                                       | Red Bull Racing                                      |                                                      |